# Sárgacsőrű jakamár
A sárgacsőrű jakamár (Galbula albirostris) a madarak (Aves) osztályának harkályalakúak (Piciformes) rendjébe, ezen belül a jakamárfélék (Galbulidae) családjába tartozó faj.
A magyar név forrással nincs megerősítve, lehet, hogy az angol név tükörfordítása (Yellow-billed Jacamar).

## Előfordulása
Brazília, Kolumbia, Ecuador, Francia Guyana, Guyana, Peru, Suriname és Venezuela területén honos.

## Alfajai
- Galbula albirostris albirostris Latham, 1790
- Galbula albirostris chalcocephala